# Атрей
Атрей (на гръцки: ’Ατρεύς) в древногръцката митология е син на Пелопс и Хиподамия и баща на Агамемнон и Менелай.
Събирателно неговите потомци са наричани атриди. Атрей и неговият брат близнак Тиест са изгонени от своя баща заради убийството на техния доведен брат Хризип. Те потърсват убежище при цар Евристей в Микена. Атрей се жени за Аеропа, с която имат две деца – Агамемнон и Менелай.
Атрей дал обет да пренесе в жертва на Артемида най-добрата овца, която се роди в неговите стада. Станало така обаче, че се родило златно яре и Атрей започнал да се чуди как да се откаже от дадения обет. Аеропа подарила това златно яренце на любовника си Тиест. Когато трябвало да се реши на кого да дадат царската власт, Тиест обявил на народа, че тя трябва да бъде дадена на този, който има златно яре. Атрей се съгласил и тогава Тиест показал, че е при него, и се възцарил в Микена.
Зевс изпратил Хермес при Атрей да го накара да се договорят с Тиест, че той ще даде властта на брат си, когато Слънцето тръгне на обратно. Тиест се съгласил и тогава Хелиос тръгнал от запад на изток. Така боговете показали нечестието на Тиест. Атрей заел мястото му и изгонил брат си.
Не дълго след това Атрей узнал за прелюбодеянието на жена си и поканил Тиест на гости, уж да се сдобрят. Когато Тиест се върнал в града, Атрей убил неговите синове – Аглай, Калилеонт и Орхомен, въпреки че те търсели защита при олтара на Зевс. От месото им той направил печено и го предложил на Тиест. След като той се нахранил, му показал крайниците им. След това го изгонил от града.
Тиест се допитал до оракул и той му казал, че ако има син от дъщеря си, този син ще убие един ден Атрей. Така, след кръвосмешение, Пелопия родила от баща си Егист. Атрей я взел за своя втора съпруга заедно с детето ѝ и го отгледал като свое. Всички мислели, че той е истинският му баща. Когато Егист възмъжал, Атрей му казал да убие Тиест, но бащата познал сина си и му разкрил истината. Пелопия се самоубила с меч и със същия този меч Егист се върнал в Микена и убил Атрей.